# 陰松林
《陰松林》（英語：Wayward Pines）是一部改編自布萊克·克勞奇的小說《松林異境》，由查德·賀智開發，於2015年5月14日在FOX開播的驚悚懸疑電視劇。
講述麥·迪倫所飾演之美國特勤局探員伊森·柏克來到愛達荷州的神秘小鎮－陰松林調查失蹤探員的故事。本劇由查德·賀智開發並擔任執行製作，而奈特·沙馬蘭則身兼導演與執行製作，本劇於2015年5月14日正式於FOX首播。
雖然本劇為一部有限劇集，但在開播後，電視播出、DVR及評價皆獲得不錯的反應，因此傳出有望獲第二季續訂，並迎來新演員及新角色，其後FOX正式表示7月23日播出的第10集為最終回。2015年12月9日，FOX收回取消的決定並宣布續訂第2季。

## 演員列表
| 演員             | 角色                   | 登場季數        | 登場季數        | 登場季數 |
| 演員             | 角色                   | 1               | 2               |          |
| ---------------- | ---------------------- | --------------- | --------------- | -------- |
| 麥·迪倫          | 伊森·柏克              | 主演            | Does not appear |          |
| 卡拉·古奇諾      | 凱特·修森              | 主演            | 特別客串        |          |
| 雪寧·索薩蒙      | 泰瑞莎·柏克            | 主演            | 特別客串        |          |
| 瑞德·戴蒙        | 哈洛德·巴倫吉          | 主演            | Does not appear |          |
| 提姆·格里芬      | 亞當·海斯勒            | 主演            | 主演            |          |
| 查理·塔韓        | 班·柏克                | 主演            | 特別客串        |          |
| 朱麗葉特·劉易斯  | 貝芙莉·布朗            | 主演            | Does not appear |          |
| 梅莉莎·李歐      | 潘姆·皮爾徹            | 主演            | 特別客串        |          |
| 陶比·瓊斯        | 大衛·皮爾徹 金肯斯醫生 | 主演            | 特別客串        |          |
| 泰倫斯·霍華德    | 亞諾德·波普            | 主演            | 特別客串        |          |
| 湯姆·史提芬斯    | 傑森·希金斯            | 常設            | 主演            |          |
| 琥珀·戴維絲      | 梅根·費雪              | 常設            | 主演            |          |
| 傑森·派屈克      | 席歐·葉德林            | Does not appear | 主演            |          |
| 妮姆拉·卡爾      | 瑞貝卡·葉德林          | Does not appear | 主演            |          |
| 喬許·赫爾曼      | 山德·貝克              | Does not appear | 主演            |          |
| 凱西·羅爾        | 凱芮·坎貝爾            | Does not appear | 主演            |          |
| 傑曼·翰蘇        | 希傑·米契姆            | Does not appear | 主演            |          |
| 雪凡恩·范倫·霍根 | 愛琳·莫蘭              | 常設            | 常設            |          |
| 賈斯汀·柯克      | 彼得·麥考爾            | 常設            | Does not appear |          |
| 莎拉·傑弗瑞      | 艾美                   | 常設            | Does not appear |          |
| 巴克禮·荷蒲      | 布萊德·費雪            | 常設            | Does not appear |          |
| 麥可·麥克夏恩    | 大比爾                 | 常設            | Does not appear |          |
| 葛莉塔·李        | 露比·戴維斯            | 常設            | 客串            |          |
| 克里斯托佛·邁爾  | 馬利歐                 | Does not appear | 常設            |          |
| 席夢妮·密席克    |                        | Does not appear | 常設            |          |
| 邁克爾·加爾薩    | 法蘭克·阿姆斯壯        | Does not appear | 常設            |          |
| 艾瑪·川布雷      | 露西·阿姆斯壯          | Does not appear | 常設            |          |
| 阿米泰·馬莫史坦  | 奧斯卡                 | Does not appear | 常設            |          |
| 蘿雪兒·歐可耶    | 瑪格麗特               | Does not appear | 常設            |          |

### 主要人物
| 演員            | 角色                | 介紹 | 登場 季數 | 登場 集數 |
| 麥·迪倫         | 伊森·柏克           | 美國特勤局探員，一心想查出關於松林鎮的秘密，為松林鎮Ｂ組居民。在得知真相後，成為了松林鎮警長，並試圖與皮爾徹對抗，最終為拯救松林鎮鎮民而引爆炸彈與阿比斯同歸於盡。                                                                       | 1         | 10        |
| 卡拉·古奇諾     | 凱特·修森           | 失蹤的探員之一，曾與伊森有過一段婚外情。松林鎮Ｂ組居民，表面上是松林鎮的模範鎮民，實際上卻暗中計畫從松林鎮脫逃。於第二季和班成為反抗軍領頭，最終在班投降後選擇自盡。                                                                     | 1-2       | 11        |
| 雪寧·索薩蒙     | 泰瑞莎·柏克         | 伊森的妻子，松林鎮Ｂ組居民。第二季因遭受阿比斯攻擊而身亡。 | 1-2       | 14        |
| 瑞德·戴蒙       | 哈洛德·巴倫吉       | 玩具製作者，於松林鎮中為凱特的丈夫，為松林鎮Ｂ組居民。 | 1         | 8         |
| 提姆·格里芬     | 亞當·海斯勒         | 伊森的上司，喜歡泰瑞莎，與皮爾徹合作暗中讓伊森加入松林鎮計畫，好取得泰瑞莎的芳心，但計畫卻趕不上變化。被皮爾徹安排至圍牆外勘查，因此對阿比斯充滿恐懼陰影。                                                                               | 1-2       | 6         |
| 查理·塔韓       | 班·柏克             | 伊森與泰瑞莎的兒子，為松林鎮Ｂ組居民，也屬於松林鎮學院第一代。於第二季和凱特合作成為反叛軍領頭，後來為了拯救成員而投降。最終被傑森放逐至高壓圍牆外，被阿比斯攻擊身亡。                                                                   | 1-2       | 12        |
| 朱麗葉特·劉易斯 | 貝芙莉·布朗         | 酒吧服務生，暗中協助伊森，為松林鎮Ｂ組居民。因與伊森謀畫出逃，而遭波普處刑身亡。 | 1         | 3         |
| 梅莉莎·李歐     | 潘姆·皮爾徹         | 松林鎮醫院的護士，大衛的妹妹，被譽為松林鎮之母。起初非常支持大衛，但在理解松林鎮居民的恐荒與憂慮後，選擇幫助伊森等人，並親手殺死了哥哥。重回松林鎮後，對自己施打了重症天花病毒，並吻了傑森，企圖了結走偏的松林鎮，最終由傑森了結其生命。 | 1-2       | 11        |
| 陶比·瓊斯       | 大衛·皮爾徹／金肯斯 | 松林鎮醫院的精神科醫師，實際為打造松林鎮的人，為松林鎮之父。非常執著於自己的信念，而面對得知真相的Ｂ組居民，她打算讓阿比斯入侵以了結Ｂ組居民，最終被潘姆槍殺阻止。                                                                       | 1-2       | 15        |
| 泰倫斯·霍華德   | 亞諾德·波普警長     | 松林鎮的警長，在一次與伊森的打鬥中，被班開車撞死。 | 1-2       | 5         |
| 琥珀·戴維絲     | 梅根·費雪           | 鎮長的妻子，松林鎮學院校長，前催眠治療師。是個極具慾望的女人，一心想主導松林鎮。最終被逃出牢籠的馬格莉特用手術刀割斷鼠蹊部動脈失血過多致死。                                                                                             | 1-2       | 15        |
| 湯姆·史提芬斯   | 傑森·希金斯         | 松林鎮學院第一代的領頭，為松林鎮的第一個孩子，非常堅守松林鎮的紀律。於第二季成為松林鎮領導人，以保育人類之名，行控制人類之欲。在發現凱芮是自己的生母後，與凱芮發生打鬥而意外中槍死亡。                                                   | 1-2       | 12        |
| 傑森·派屈克     | 席歐·葉德林         | 全名：席歐多爾·葉德林（Theodore Yedlin），松林鎮Ｃ組居民，有能力的外科醫師，對松林鎮的一切感到疑惑，亦對傑森的獨裁感到反感。 | 2         | 10        |
| 妮姆拉·卡爾     | 瑞貝卡·葉德林       | 松林鎮Ｃ組居民，葉德林的妻子，成功的建築師，於松林鎮的設計者。於松林鎮成為了美容師，並已在松林鎮居住長達三年，同時也和山德再婚。 | 2         | 9         |
| 喬許·赫爾曼     | 山德·貝克           | 松林鎮Ｂ組居民，屬於松林鎮學院第一代，自信迷人的男子，暗中與班合作進行反叛。 | 2         | 8         |
| 凱西·羅爾       | 凱芮·坎貝爾         | 松林鎮學院第一代，堅韌且臨危不亂的新松林鎮高層，傑森的女友。實際上為傑森的生母。 | 2         | 10        |
| 傑曼·翰蘇       | 希傑·米契姆         | 全名：克里斯托佛·詹姆士·米契姆（Christopher James Mitchum），歷史學家，皮爾徹的下屬。曾多次甦醒探查世界。 | 2         | 8         |

### 常設人物
| 演員             | 角色                                | 介紹                                                                                 | 登場 季數 | 登場 集數 |
| 雪凡恩·范倫·霍根 | 愛琳·莫蘭                           | 松林鎮警長的秘書，松林鎮Ｂ組居民。於第二季，在接受精神治療後，被安排成為醫院的員工。 | 1-2       | 16        |
| 克里斯托佛·邁爾  | 馬利歐                              | 松林鎮Ｃ組居民，松林鎮第一代士兵，傑森的下屬。                                       | 2         | 9         |
| 蘿雪兒·歐可耶    | 瑪格麗特                            | 雌性阿比斯，為阿比斯的領導。                                                         | 2         | 7         |
| 莎拉·傑弗瑞      | 艾美                                | 班的朋友，與班相愛，松林鎮Ｂ組居民，也為松林鎮學院第一代，於第一季季終成為護理師。   | 1         | 6         |
| 邁克爾·加爾薩    | 法蘭克·阿姆斯壯                     | 松林鎮Ｂ組居民，露西的哥哥。                                                         | 2         | 6         |
| 艾瑪·川布雷      | 露西·阿姆斯壯                       | 松林鎮Ｂ組居民，為瑞貝卡的員工。                                                     | 2         | 6         |
| 阿米泰·馬莫史坦  | 奧斯卡                              | 松林鎮學院第一代，松林鎮醫院實習醫師。                                               | 2         | 6         |
| 葛莉塔·李        | 露比·戴維斯                         | 咖啡店員工，與凱特暗中計謀逃出松林鎮。於第二季因參與反叛軍行動而遭到傑森處決。       | 1-2       | 5         |
| 巴克禮·荷蒲      | 布萊德·費雪                         | 松林鎮鎮長，梅根的丈夫。                                                             | 1         | 4         |
| 麥可·麥克夏恩    | 大比爾                              | 房地產經紀人，松林鎮Ｂ組居民，彼得生前的老闆，泰瑞莎現任老闆。                       | 1         | 4         |
| 賈斯汀·柯克      | 彼得·麥考爾                         | 松林鎮Ｂ組居民，房地產經紀人，與伊森同樣對松林鎮感到疑惑。                           | 1         | 2         |
| 席夢妮·密席克    | · [] 错误：{{Lang}}：无文本（帮助） | 希傑已逝的妻子。                                                                     | 2         | 2         |

## 松林鎮7大規則
1. 享受你在松林鎮的生活（Enjoy Your Life in Wayward Pines）
2. 保持快樂（Be Happy）
3. 努力工作（Work Hard）
4. 永遠得接起響起的電話（Always Answer the Phone If It Rings）
5. 不得談論過去（Do Not Discuss the Past）
6. 不得談論你過去的生活（Do Not Discuss Your Life Before）
7. 不要試圖離開（Do Not Try to Leave）

- 永遠不得質疑規則（Never Question the Rules）

## 集數
| 季數 | 季數 | 集數 | 播出日期      | 播出日期      |
| 季數 | 季數 | 集數 | 首播          | 季終          |
| ---- | ---- | ---- | ------------- | ------------- |
|      | 1    | 10   | 2015年5月14日 | 2015年7月23日 |
|      | 2    | 10   | 2016年5月25日 | 2016年7月27日 |

## 製作
本劇由查德·賀智、奈特·沙馬蘭、唐納德·迪·賴恩與艾希溫·拉傑恩擔任執行製作，試播集由查德·賀智撰寫、奈特·沙馬蘭執導。2013年5月13日，FOX正式預訂本系列10集。本劇在2013年8月19日至2014年2月14日間於加拿大不列顛哥倫比亞的本那比（棚內）、阿格西（外景）拍攝。
本劇改編自布萊克·克勞奇的系列小說《松林異境》，第一季前五集是根據2012年出版的第一部《迷途》（Pines）改編，後五集劇情則是由2013年出版的第二部《淪陷》（Wayward）與2014年出版的第三部《最後小鎮》（The Last Town）改編集結而成。奈特·沙馬蘭表示電視劇版和小說有些許差異，而在電視劇開發期間，克勞奇尚再撰寫小說。2015年6月，Deadline.com表示FOX基於本劇獲得不錯的收視，有意製作第二季。然而開創查德·賀智表示：「《陰松林》是設定為只有10集的電視劇。」使得製作第二季的可能性縮減。他表示：「季終雖為開放式結局，但他會是故事的完結。」隨著季終的播出，顯示第一季第10集為“系列完結”，也正式為本劇畫下句點。然而在2015年12月9日，FOX考慮到本劇收視不錯，故正式宣布續訂本劇第二季，並預計於2016年中旬首播。
第2季起，在查德·賀智卸下主理人與執行製作的職位後，由馬克·弗里德曼接替其職位。

## 播出
本劇於英國由FOX首播，而澳洲則由FX播出。本劇在超過126個國家同日首播，包含台灣FOX以及亞洲地區的FOX，此舉創下了世界新紀錄。
| 季數 | 季數 | 亞洲（不含台灣） | 亞洲（不含台灣） | 台灣   | 台灣          |
| 季數 | 季數 | 電視網           | 首播日期         | 電視網 | 首播日期      |
| ---- | ---- | ---------------- | ---------------- | ------ | ------------- |
|      | 1    | FOX              | 2015年5月15日    | FOX    | 2015年5月15日 |
|      | 2    | FOX              | 2016年5月26日    | FOX    | 2016年5月26日 |

## 評價
《陰松林》獲得了普遍的好評。在爛番茄整合的評論中，第1季獲得79%新鮮度、7.18/10分（50位評論家），評論家共識：「極盡所能地用毛骨悚然與懸疑的方式呈現，是奈特·沙馬蘭以《陰松林》回歸的風格。」在Metacritic整合的評論中，第1季獲得66分（滿分100分，34位評論家），屬普遍的好評。
第2季的表現未獲多數影評家認同。在爛番茄整合的評論中，第2季僅獲得38%新鮮度、5.18/10分（13位評論家），評論家共識：「《陰松林》偏離了第1季建立起的詭譎與神秘，陷入沉悶、重複性與平庸的敘事。」在Metacritic整合的評論中，第2季也僅獲得46分（滿分100分，9位評論家），屬好壞參半的評論。

## 獎項
| 年度 | 大獎         | 獎項                               | 入圍者                                                  | 結果 |
| ---- | ------------ | ---------------------------------- | ------------------------------------------------------- | ---- |
| 2016 | 利奧獎       | 最佳劇情類影集客串男演員獎         | 湯姆·史提芬斯                                           | 獲獎 |
| 2016 | 奧提歐斯獎   | 電視電影及迷你劇獎                 | 大衛·魯賓、海琪·布萊史提特、 寇琳·梅爾斯、梅莉莎·普萊爾 | 提名 |
| 2016 | 黃金預告片獎 | 最佳電視系列／迷你劇集預告／片花獎 | 最佳電視系列／迷你劇集預告／片花獎                      | 提名 |
| 2016 | 土星獎       | 最佳科幻電視影集獎                 | 最佳科幻電視影集獎                                      | 提名 |
| 2016 | 土星獎       | 電視影集最佳男演員獎               | 麥·迪倫                                                 | 提名 |
| 2016 | 土星獎       | 電視影集最佳男配角獎               | 陶比·瓊斯                                               | 提名 |
| 2016 | 土星獎       | 電視影集最佳女配角獎               | 梅莉莎·李歐                                             | 提名 |
| 2017 | 利奧獎       | 最佳劇情類影集男主角獎             | 湯姆·史提芬斯                                           | 提名 |
| 2017 | 利奧獎       | 最佳劇情類影集客串男演員獎         | 達科塔·道爾比                                           | 提名 |

## 類似劇集
- 《密諜》：1967年英國ITV製播的影集。
- 《陌客》：2010年美國NBC製播之影集。

## 外部連結
- 美國官方網站（英文）
- 互联网电影数据库（IMDb）上《陰松林》的资料（英文）